# Script for a Jester's Tear
Script for a Jester's Tear (Guion para la lágrima de un bufón) fue traducido como "El Script" y es una de las primeras grabaciones discográficas del grupo inglés Marillion. Aunque se ha catalogado como rock progresivo y conceptual, también ha sido encuadrado en los géneros art rock y rock neoprogresivo.
El álbum fue grabado originalmente en 1983 en formato de disco de acetato de larga duración (33 RPM) (LP) por EMI Records Ltd., con tres canciones por cara; posteriormente se reprodujo en casete y disco compacto (CD).

## Los temas y duración de las canciones
- Script for a Jester's Tear (Guión para la lágrima de un bufón) - 8:39
- He Knows You Know (Él sabe, tú sabes) - 5:22
- The Web (La telaraña) - 8:48
- Garden Party (Fiesta de jardín) - 7:15
- Chelsea Monday (Lunes en Chelsea) - 8:16
- Forgotten Sons (Hijos olvidados) - 8:21

## La portada
La portada ha sido importante para esta obra por su interesante composición. La obra gráfica está basada en una técnica de caricatura con aerógrafo (airbrush), donde los colores y la obscuridad logran una composición que reflejan el recién amanecer (o quizá el atardecer) a través de una ventana, frente a la cual un bufón continúa su angustia en finalizar una obra musical escrita para violín. Se puede pensar que el bufón ha intentado componer una melodía toda la noche puesto que en la mesa de trabajo se percibe un cenicero con varias colillas de cigarro, y una taza de café o té. El bufón vestido en su traje colorido esta descalzo, y emplea tinta y una pluma para escribir, que tiene asida con su mano derecha; los dedos de la mano izquierda mantienen la posición del acorde sobre las cuerdas. Muy cerca de él está una silla de madera con el estuche abierto del violín sobre ella; un camaleón de Jackson (chamaeleo jacksonii) se ha posado al filo del respaldo. La representación de la habitación del músico ofrece muchos detalles en su pintura. Cabe notar que el protagonista, el camaleón, e inclusive la ventana (y urraca), representán recurrentes íconos en algunas posteriores obras del grupo.
La portada y contraportada fueron creadas por Mark Wilkinson basado en un concepto de Mark Kelly, Mick Pointer, Peter Trewavas, Steve Rothery y Fish quienes fueron los integrantes de Marillon en ese entonces, esto bajo la dirección artística de Jo Mirowski de Torchlight en Londres.
- Datos: Q1164854